# Deringer (Pistole)
Der Deringer, später auch Derringer, ist eine im frühen 19. Jahrhundert in den USA entwickelte Taschenpistole.

## Geschichte
Der Name bezieht sich auf den US-amerikanischen Waffenhersteller Henry Deringer (1786–1868), der eine kurze einschüssige Vorderladerpistole mit Perkussionszündung entwickelt hatte. Von 1835 bis 1868 produzierte Deringer in Philadelphia etwa 15.000 Exemplare in Kalibern von .33 (8,38 mm) bis .51 (12,95 mm) und mit Lauflängen von 1,5″ (38 mm) bis über 4″ (102 mm). Mit einem solchen Deringer im Kaliber .44 (11,18 mm) erschoss John Wilkes Booth am 14. April 1865 den US-amerikanischen Präsidenten Abraham Lincoln.
Da Deringers Entwicklung nicht patentiert werden konnte, kamen rasch zahlreiche Nachbauten seiner Pistole auf den Markt, bekannt sind mindestens ein Dutzend Hersteller und Händler, die unter ihrem eigenen Namen verkauften. Vorläufer des Deringers waren europäische Vorderlader-Taschenpistolen ähnlicher Bauart, die sog. Terzerole.
Wegen der Kombination aus einem großen, durchschlagskräftigen Kaliber und der geringen Masse der Waffe führt deren Verwendung immer zu einem starken Rückschlag. Wegen schlechter Treffgenauigkeit und geringer Reichweite ist der Deringer deshalb nur für Schüsse auf kürzeste Distanz geeignet.

### Vorderlader
Kennzeichen der originalen Deringer und von anderen Herstellern gefertigten Waffen unter dieser Bezeichnung ist der sogenannte Vogelkopfgriff, der bei Taschenpistolen im späten 17. Jahrhundert aufkam und eine relativ gute Handhabung erlaubte. Mit dem Zeigefinger am Abzug bleiben nur der Mittelfinger und Ringfinger, um den kleinen Griff zu halten. Der nach vorne gebogene Griff, bei barocken Waffen oft als Tierkopf (Vogel, Löwe, Fabelwesen, Groteskmaske etc.) gestaltet, legt sich unter den Ringfinger und sorgt so für einen sicheren Halt, was bei dem großen Rückschlag der kleinen, leichten Waffe mit großem Kaliber nicht unwichtig ist.

### Hinterlader
Mit dem Aufkommen der Metallpatronen wurden Deringerpistolen von diversen Herstellern in großer Zahl auf den Markt gebracht. Die bekanntesten sind die von Remington Arms von 1866 bis 1935 über 150.000 hergestellten Remington Double Deringer mit zwei übereinander angeordneten Läufen im Kaliber .41 Randfeuer, deren Hinterlader-Patronenlager durch Aufkippen des Doppellaufes zugänglich ist.
Nach der Übernahme der Firma National Arms Co. in Brooklyn durch Colt, Hartford führte Colt die Produktion des National Arms Single Shot Deringers im Kaliber .41 Randfeuer unter der Bezeichnung Colt First Model Deringer ab 1870 weiter. Der Colt Second Model Deringer hatte im Unterschied zum ersten Modell Holzgriffschalen. Beim Third Model wurde der Lauf zum Nachladen seitlich weggeschwenkt, während er bei seinen Vorgängern zur Seite parallel abgeschwenkt werden musste. Insgesamt stellte Colt zwischen 1870 und 1912 etwas über 63.000 Colt-Deringer her. In der Form des dritten Modells brachte Colt ab 1959 ein Fourth Model und 1970 eine Lord and Lady Model Deringers genannte Doppelkassette im Kaliber .22 kurz auf den Markt.

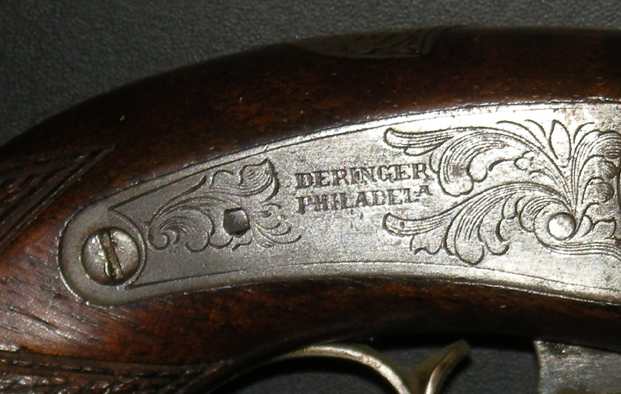
Markeninschrift von Henry Deringer, Philadelphia
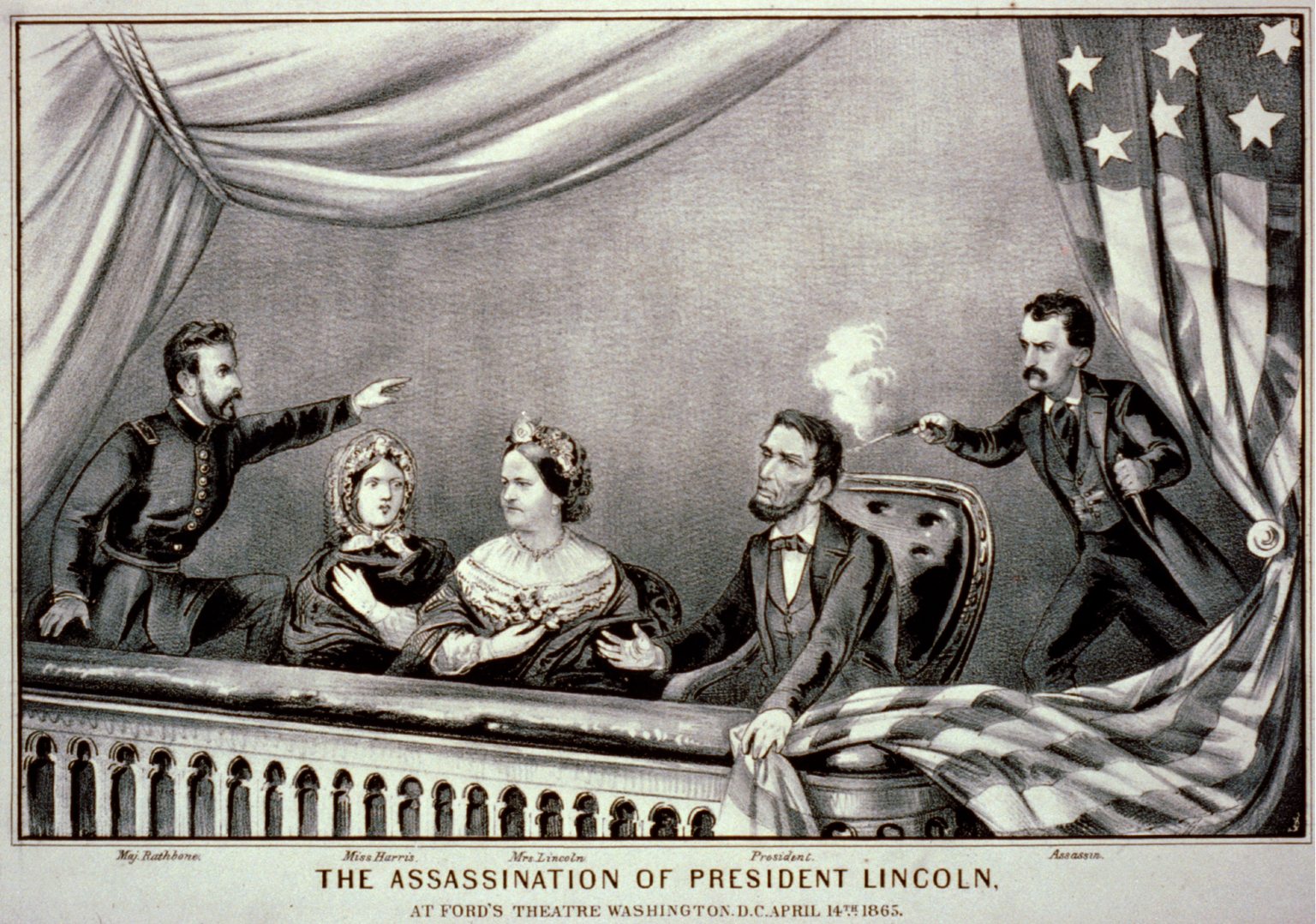
Präsident Lincolns Ermordung durch John Wilkes Booth
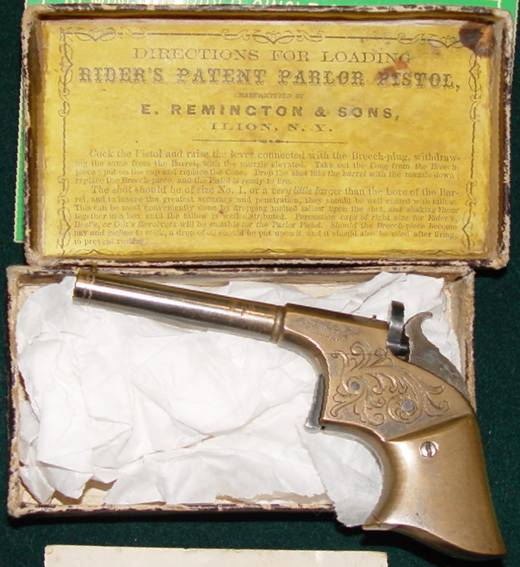
Remington-Rider Single Shot Deringer cal. 22 (1860–1863)
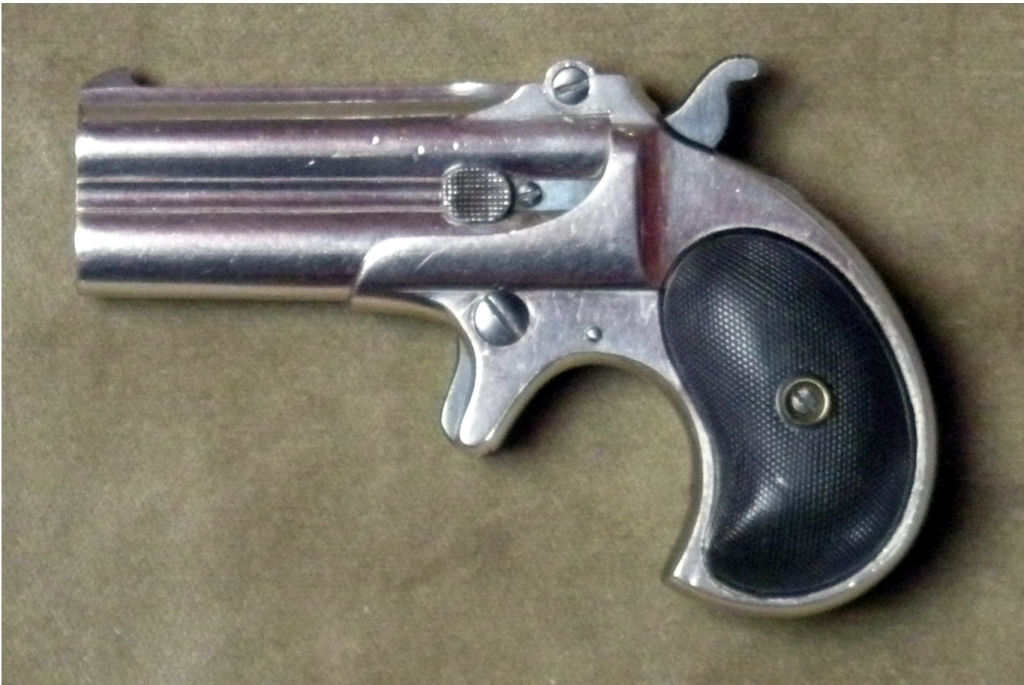
Remington Model 95 Double Deringer cal .41 Rimfire
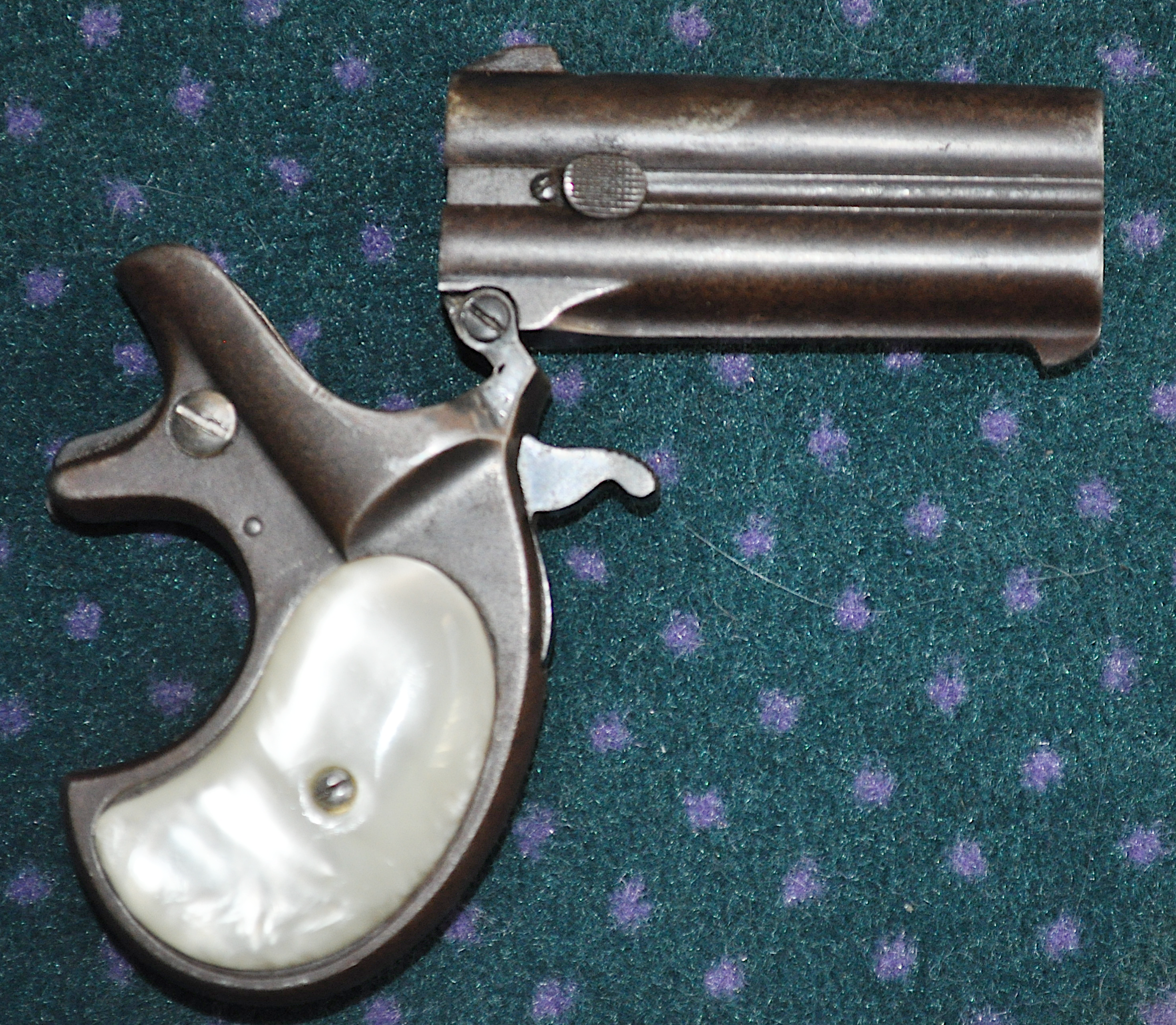
Remington Model 95, ladebereit
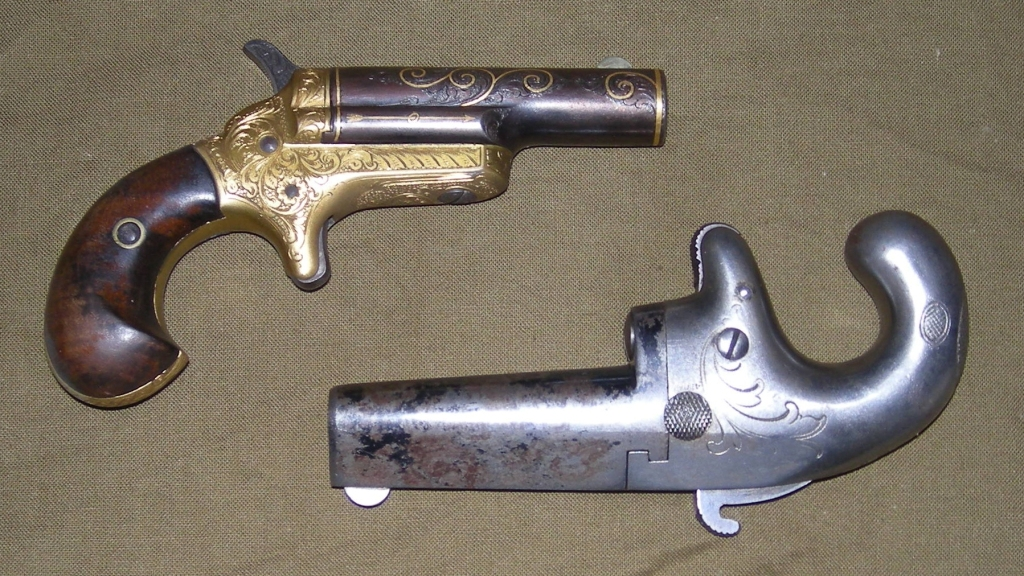
Colt Deringer, unten erstes Modell (1870 – 1890) oben drittes Modell (1870 – 1912), .41 Rimfire
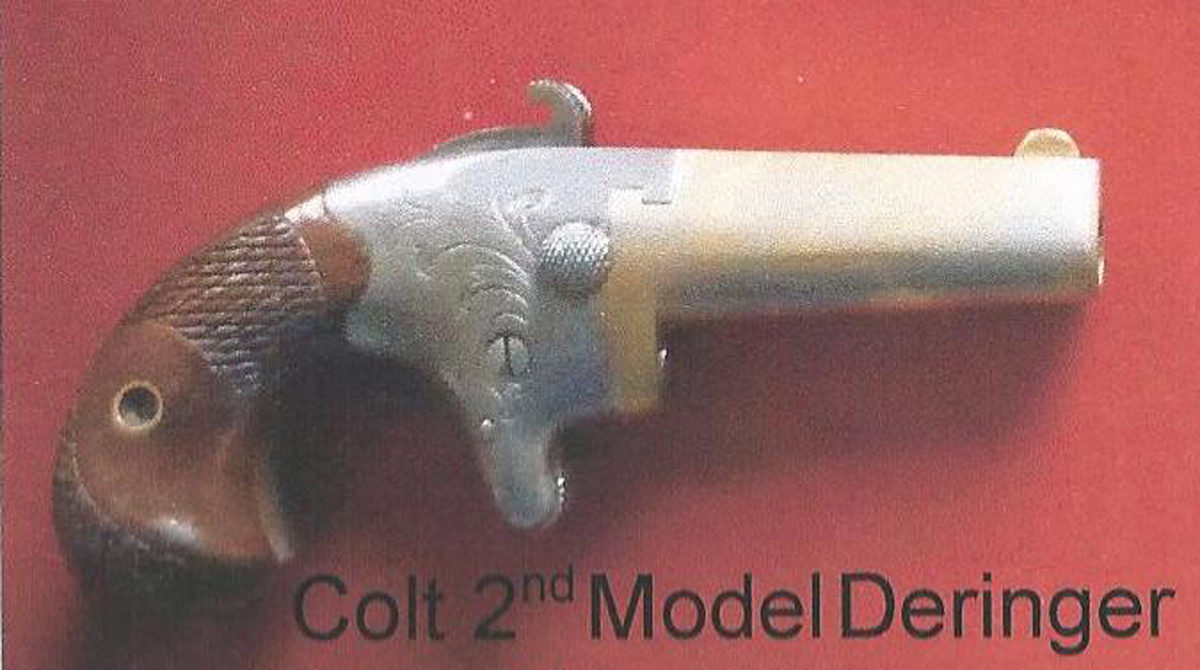
Colt 2nd Model Deringer
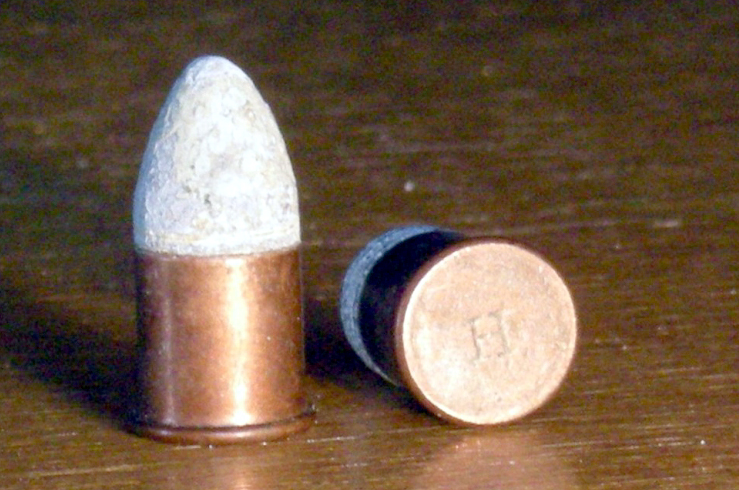
.41 Rimfire

## Trivia
In den klassischen Western-Filmen gehört er zur Standardausrüstung des Gamblers (Berufsspielers).

## Späte Fertigungen
Später wurde der Name in der abgewandelten Schreibweise Derringer allgemein auf ein- oder mehrläufige Taschenpistolen mit großem Kaliber und kurzem Lauf übertragen. Die Handlichkeit dieser heute noch meist in Italien hergestellten „typischen“ Derringer mit dem Doppellauf für Metallpatronen machte sie jedoch attraktiv genug auch für kleinere Kaliber bis hinunter zu .22 kurz (Randfeuerpatronen).
Die deutsche Politikerin Petra Kelly wurde im Herbst 1992 im Schlaf von ihrem Lebensgefährten Gert Bastian mit einer Pistole vom Typ Derringer erschossen.
Im Zweiten Weltkrieg wurde in den USA eine einschüssige Pistole hergestellt, die Liberator Pistol. Sie diente dazu, Widerstandskämpfer zu bewaffnen und wurde über dem besetzten Europa und Asien abgeworfen. Eine spätere Variante, die Deer Gun wurde in den 1960ern hergestellt und in Vietnam eingesetzt.

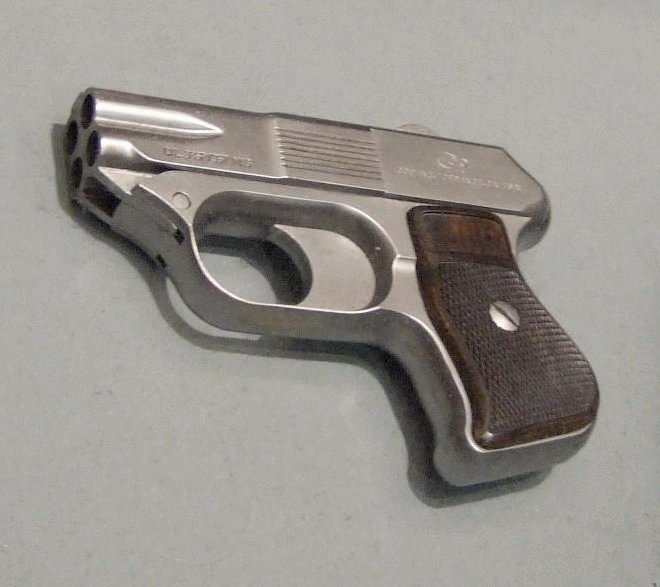
COP 357, vierläufiger Derringer in .357 Magnum
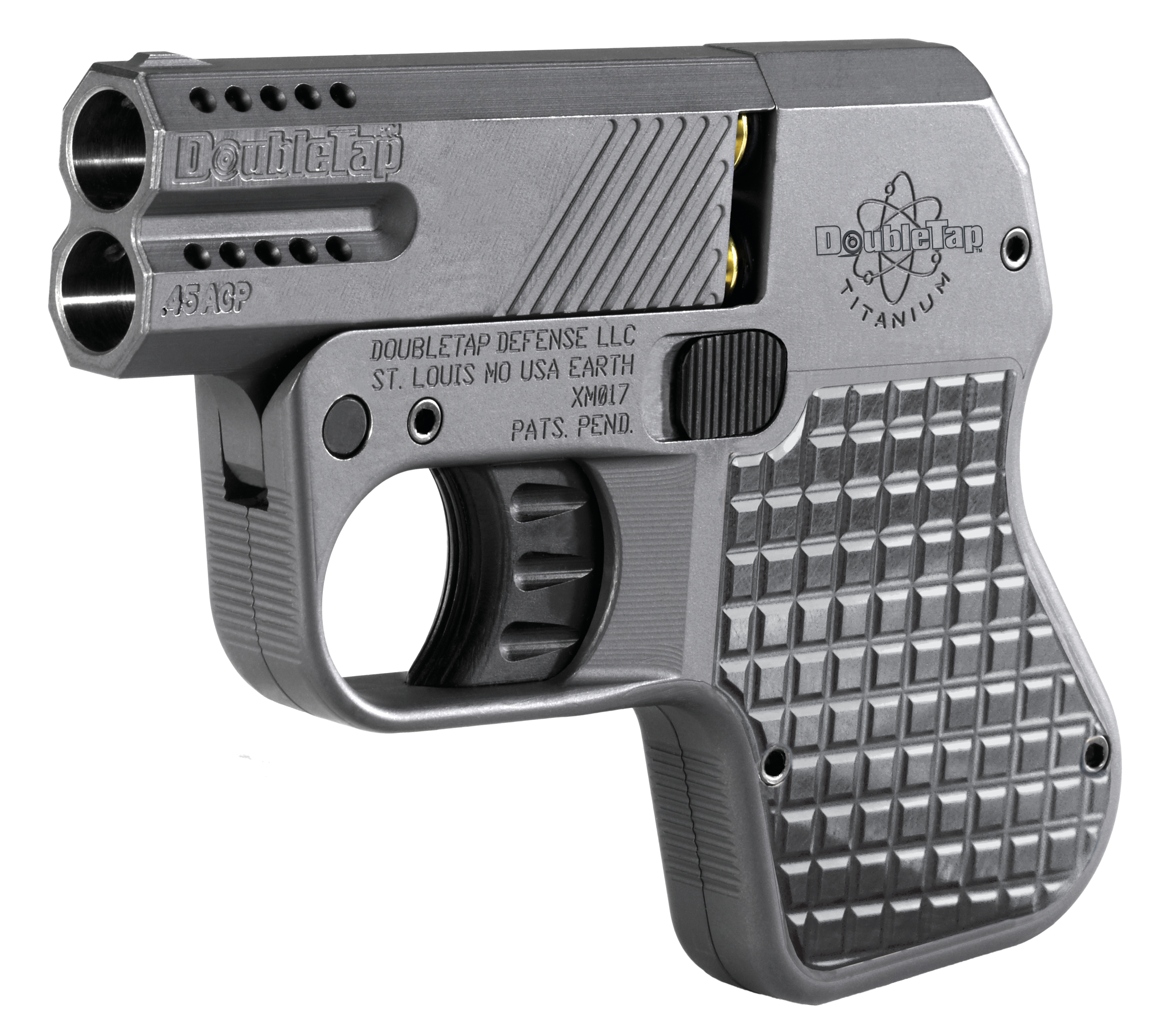
DoubleTap .45 ACP Derringer
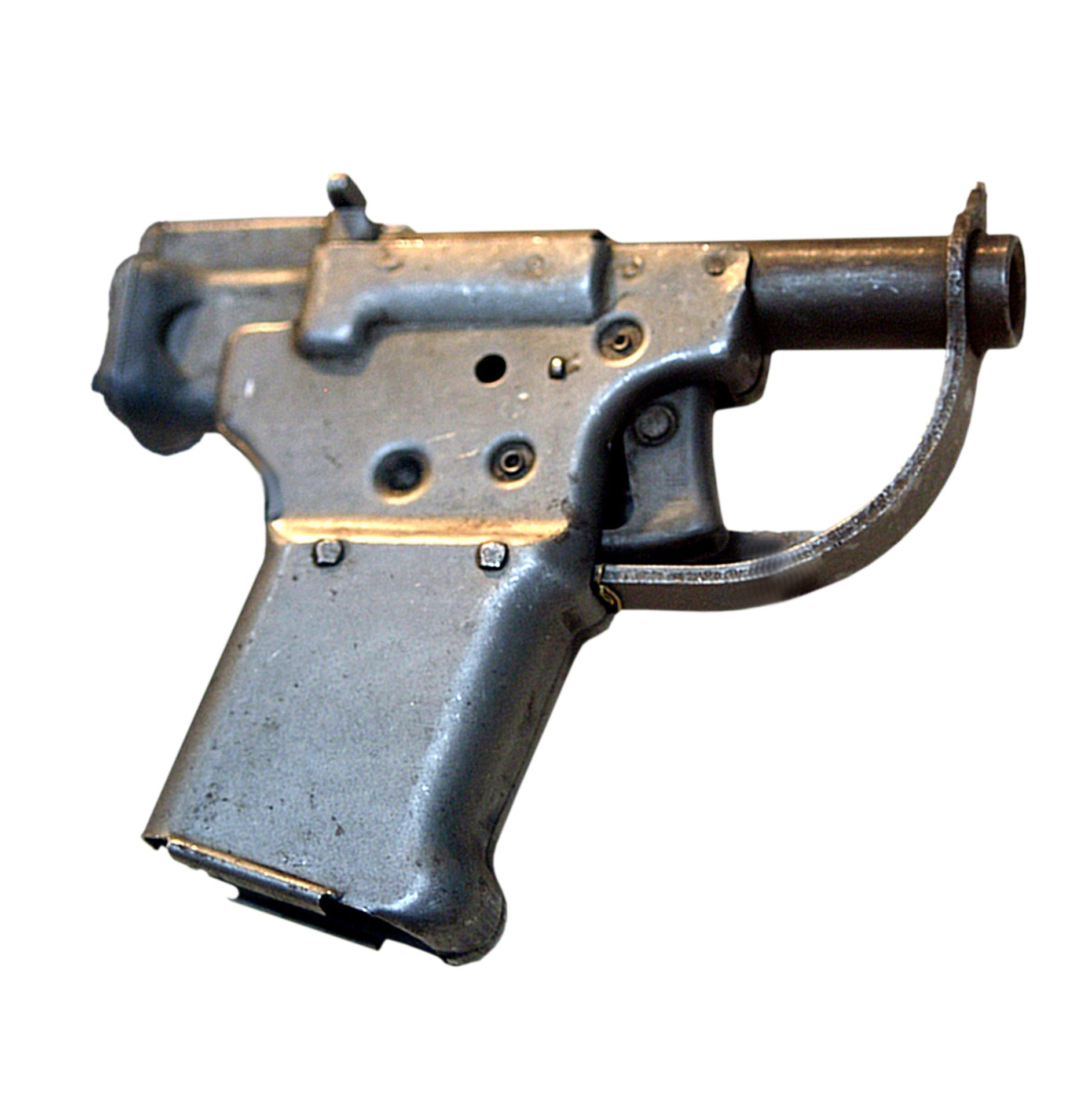
Liberator Pistol
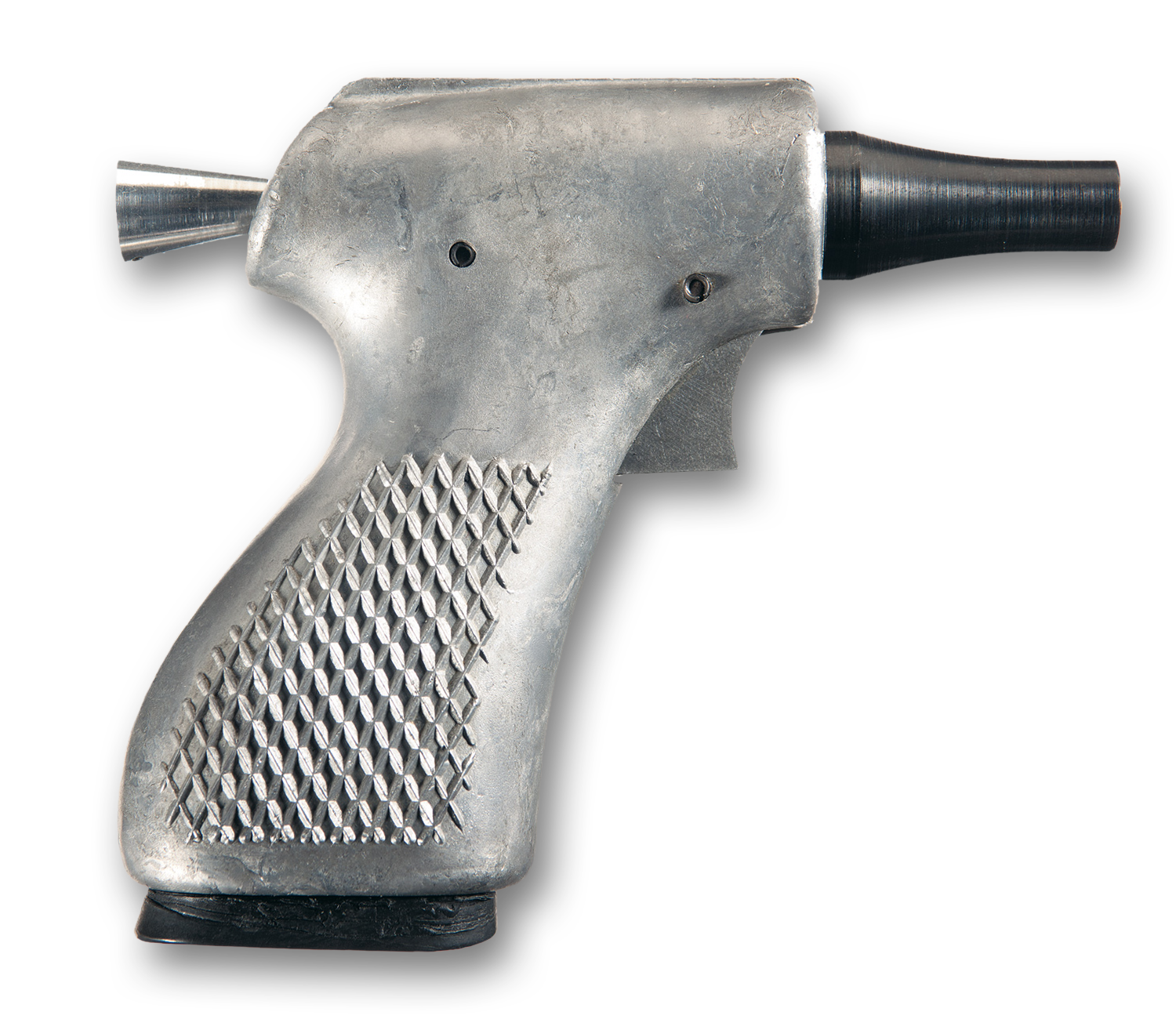
Deer Gun